# Загірське
Загі́рське — село в Україні, у Сумській міській громаді Сумського району Сумської області. Населення становить 56 осіб. Колишній орган місцевого самоврядування — Піщанська сільська рада.

## Населення

### Мова
Розподіл населення за рідною мовою за даними :
| Мова       | Кількість | Відсоток |
| ---------- | --------- | -------- |
| українська | 54        | 96.43%   |
| російська  | 2         | 3.57%    |
| Усього     | 56        | 100%     |

## Географія
Село Загірське знаходиться за 1 км від міста Суми та за 0,5 км від сіл Трохименкове, Перехрестівка (Сумський район) та Гриценкове (Сумський район). Селом протікає річка Попадька, ліва притока Сумки.

## Історія
12 червня 2020 року, відповідно до розпорядження Кабінету Міністрів України № 723-р «Про визначення адміністративних центрів та затвердження територій територіальних громад Сумської області», село увійшло до складу Сумської міської громади.
19 липня 2020 року, в результаті адміністративно-територіальної реформи та ліквідації Сумського району(1923—2020), увійшло до складу новоутвореного Сумського району.